# 石川通清
石川 通清（いしかわ みちきよ）は、戦国時代から安土桃山時代にかけての武将。備中石川氏の末裔で、河野氏の家臣のち三好氏、長宗我部氏の家臣。伊予国新居郡高峠城主。

## 略歴
伊予石川氏は、備中国の石川左衛門尉の子・石川伊予守を祖とする。天文元年（1532年）、伊予の豪族・石川伊予守の嫡男として誕生。
弘治2年（1556年）に阿波国の三好氏の娘を娶ったことで三好氏に接近し、元亀3年（1572年）に三好長慶が伊予に攻め込むと案内役を務めた。
三好氏が伊予から去ると、惣領家の河野氏の侵攻を受け降伏するも、天正10年（1582年）7月16日に今度は長宗我部元親に攻められ、降伏した（高尾城の戦い）。
天正12年（1584年）10月17日に死去。享年53。
翌年に羽柴秀吉による四国攻めが行われ、義弟の金子元宅が通清の次男（勝重の息子とも）虎竹丸を擁して奮戦し虎竹丸を土佐に逃すことに成功した。長男の勝重は元宅と運命を共にし、戦死したと伝わる。